# Mataz Saleh
Mataz Saleh Abd Raboh (arab. معتز صالح عبد ربه; ur. 5 grudnia 1994) – omański piłkarz grający na pozycji pomocnika. Jest wychowankiem klubu Dhofar Salala.

## Kariera piłkarska
Swoją karierę piłkarską Saleh rozpoczął w klubie Dhofar Salala, w którym w 2016 roku zadebiutował w pierwszej lidze omańskiej. W sezonie 2016/2017 wywalczył z nim mistrzostwo kraju.

## Kariera reprezentacyjna
W reprezentacji Omanu Saleh zadebiutował 8 sierpnia 2016 w wygranym 1:0 towarzyskim meczu z Turkmenistanem. W 2019 roku został powołany do kadry na Puchar Azji.